# BMW серија 2
BMW серија 2 је аутомобил ниже средње класе који производи немачки произвођач аутомобила BMW од 2014. године. Серија 2 има неколико различитих стилова каросерије. Доступан је као компактни купе који је заменио купе серије 1 (BMW E82) и кабриолет модел који замењује кабриолет серије 1 (BMW E88). У BMW серију 2 спада и компактни минивен, који BMW назива актив турер.
BMW серија 2 актив турер механички није повезана са моделима купе и кабриолета. Иако деле исти назив, изграђена је на потпуно другачијој платформи са погоном на предњим точковима, коју дели са моделима Минија, названим UKL2.
Тренутно се серија 2 такмичи са Аудијем А3 и Мерцедес-Бенцом ЦЛА класе. Јуна 2015. године, BMW је представио верзију са седам седишта под називом серија 2 гран турер.
Гран купе серије 2 представљена је у октобру 2019. године; то је аутомобил са погоном на предњим точковима и повезан је са трећом генерацијом серије 1 (F40).

## Историјат

### Прва генерација (F22, 2014−)
BMW серије 2 купе и кабриолет су аутомобили са погоном на задњим точковима, као купе (F22) и кабриолет (F23) и повезани су са другом генерацијом серије 1 (F20).

### Друга генерација (F44, 2019−)
BMW је представио варијанту гран купе у октобру 2019. године, изграђен је на BMW UKL платформи са погоном на предње точкове, попут актив турера (F45) и гран турера (F46).

### Актив турер (F45, 2014−)
BMW серије 2 актив турер је компактни минивен, изграђен на BMW UKL платформи са погоном на предње точкове.

### Гран турер (F46, 2015−)
BMW серије 2 гран турер има дуже међуосовинско растојање, то је верзија са седам седишта, која је представљена у јуну 2015. године.